# Dégen Imre
Dégen Imre (Miskolc, 1910. november 8. – Gyöngyös, 1977. június 16.) magyar mérnök, címzetes egyetemi tanár, a vízügyi szolgálat vezetője.

## Életpályája
Tanulmányait Prágában és Bécsben végezte el; 1934-ben diplomázott. 1934–1936 között magánmérnöki irodákban kezdett dolgozni. 1936–1945 között a Magyar-Holland Bank Műszaki Osztályának mérnökeként dolgozott. 1945–1946 között a Csepel Mérnöki Hivatalának vezetője és az újjáépítés műszaki irányítója volt. 1945–1948 között az Országos Földbirtokrendező Tanács tagja volt; valamint a földreform végrehajtásának műszaki vezetője. 1946-tól részt vett a szövetkezeti mozgalom megszervezésében: a Földművesszövetkezetek Országos Központjának egyik szervezője és végrehajtó bizottságának tagja volt. 1946–1948 között az Országos Szövetkezeti Hitelintézet helyettes vezérigazgatójaként tevékenykedett. A Magyar Országos Szövetkezeti Központ vezérigazgatója, 1948–1955 között a Szövetkezetek Országos Szövetsége igazgatóságának elnöke volt. 1950-től a Mezőgazdasági Akadémián és az Agrártudományi Egyetemen oktatott. 1955–1968 között a vízügyi szolgálat vezetője, mint főigazgató, majd 1968–1975 között az Országos Vízügyi Hivatal elnöke, mint államtitkár. Árvízvédelmi kormánybiztosként irányította az 1965. évi nagy dunai árvíz és az 1970. évi Tisza-völgyi árvíz elleni védekezést. 1958-tól alelnöke volt a Műszaki és Természettudományi Egyesületek Szövetségének és tiszteletbeli tagja az Österreichischer Wasserwirtschaftsverband-nak. 1967-től a Budapesti Műszaki és Gazdaságtudományi Egyetemen a hidroökonómia és vízkészlet-gazdálkodás előadója volt. 1970-től címzetes egyetemii tanár és 1972-től a Vízgazdálkodási Tanszéki Csoport vezetője volt. 1975-ben nyugdíjba vonult. Autóbalesetben hunyt el.

### Munkássága
Munkásságához fűződik a korszerű, egységes vízügyi igazgatás szervezetének kiépítése és megerősítése, a magyar vízgazdálkodás távlati fejlesztési koncepciójának kialakítása és az  Országos Vízgazdálkodási Keretterv kidolgozása. Több mint száz tanulmányt írt a hazai és nemzetközi szaksajtóban a vízgazdálkodás elméletéről és gyakorlatáról.
Sírja a Farkasréti temetőben található (25-1-33).

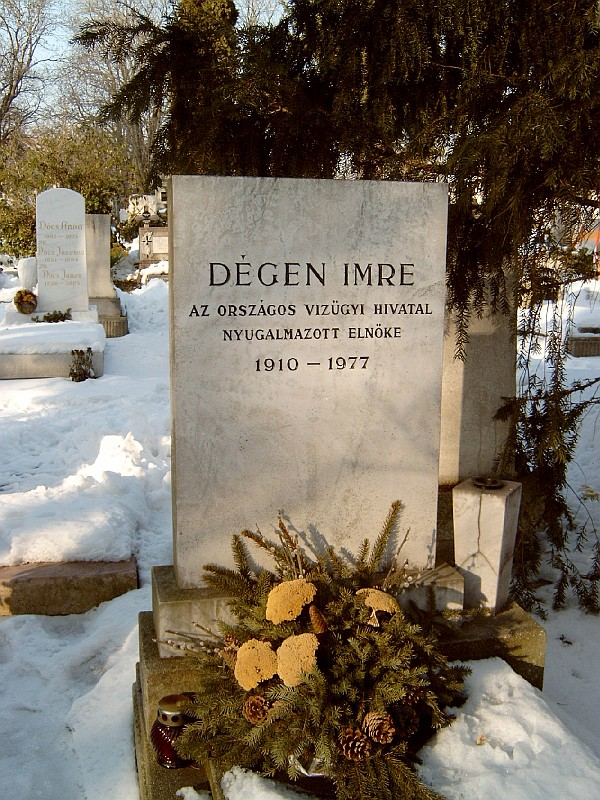
Dégen Imre sírja Budapesten. Farkasréti temető: 25-1-33

## Művei
- A vízgazdálkodás helyzete és fejlesztési célkitűzései (Budapest, 1969)
- Az 1970. évi Tisza-völgyi árvíz és tapasztalatai (Vízügyi Közlöny, 1971. 3. sz.)
- Ökonomische Grundlagen der Wasserwirtschaft (Österreichische Wasserwirtschaft, 1972. 5–6. sz.)
- Vízgazdálkodás (I.) (A vízgazdálkodás közgazdasági alapjai, egyetemi tankönyv, Budapest, 1972)
- Magyarország vízgazdálkodása (Mezőgazdasági Gépészet és Építészet, 1973. 2. sz.)
- A Tisza hasznosítása Magyarországon és a Tisza-völgyi országok vízgazdálkodási együttműködése (oroszul is) (Vízügyi Közlöny, 1974. 2. sz.)
- Az európai víziútrendszer és a Duna (Gazdaság, 1974. 4. sz.)